# Alice Tegnér
Alice Sandström, conocida como Alice Charlotta Tegnér (en sueco: [aˈliːs tɛŋˈneːr]; Karlshamn, 12 de marzo de 1864-Engelbrekt, 26 de mayo de 1943) fue una profesora de música, poetisa, organista y compositora sueca. Es la principal compositora de canciones infantiles suecas de finales del siglo XIX y la primera mitad del siglo XX. Compuso 202 obras.

## Primeros años
Nacida como Alice Sandström en Karlshamn, Suecia, era hija de Sofia Brobeck y Eduard Sandström (1829-1879), un capitán de barco, quien le alentó su desarrollo musical. Fue muy musical, demostró tener un oído absoluto y comenzó a tomar lecciones de piano a temprana edad. A los diez años ya dictaba clases de piano, Asistió a seminarios en Estocolmo (Högre lärarinneseminariet), se formó como profesora. Después de graduarse, se desempeñó como institutriz en Finlandia. Fue profesora en la Djursholms samskola y cantora en la capilla de Djursholms, donde Natanael Beskow era predicador.
En 1885 se casó con Jakob Tegnér (1851-1926), un abogado, que más tarde fue secretario de la Asociación de Editores Suecos y editor de Svenska Bokhandelstidningen,. Tuvieron dos hijos, y luego se instalaron en Djursholm en Estocolmo. Allí formaron un amplio círculo de amigos en el que Alice Tegnér se convirtió en una persona central en la promoción de la causa de la música: dirigió conciertos nocturnos, enseñó música en la escuela mixta, tocó el órgano y dirigió el coro en la Capilla de Djursholm.

## Carrera profesional
Alice Tegnér escribió muchas canciones infantiles muy conocidas en sueco, entre las que se destaca Mors lilla Olle. Fue publicada en 1895 en el volumen 3 de Sjung med oss, mamma!
Además de canciones infantiles compuso muchos otros tipos de música en géneros clásicos como la música de cámara y sacra. junto con música coral, cantatas, sonatas para violonchelo y violín. Sus canciones y composiciones se inspiraron tanto en la música folklórica como en la artística. Su conocido himnario Nu ska vi sjunga, con ilustraciones de Elsa Beskow, se publicó en 1943.

## Premios
- 1914 - Litteris et Artibus

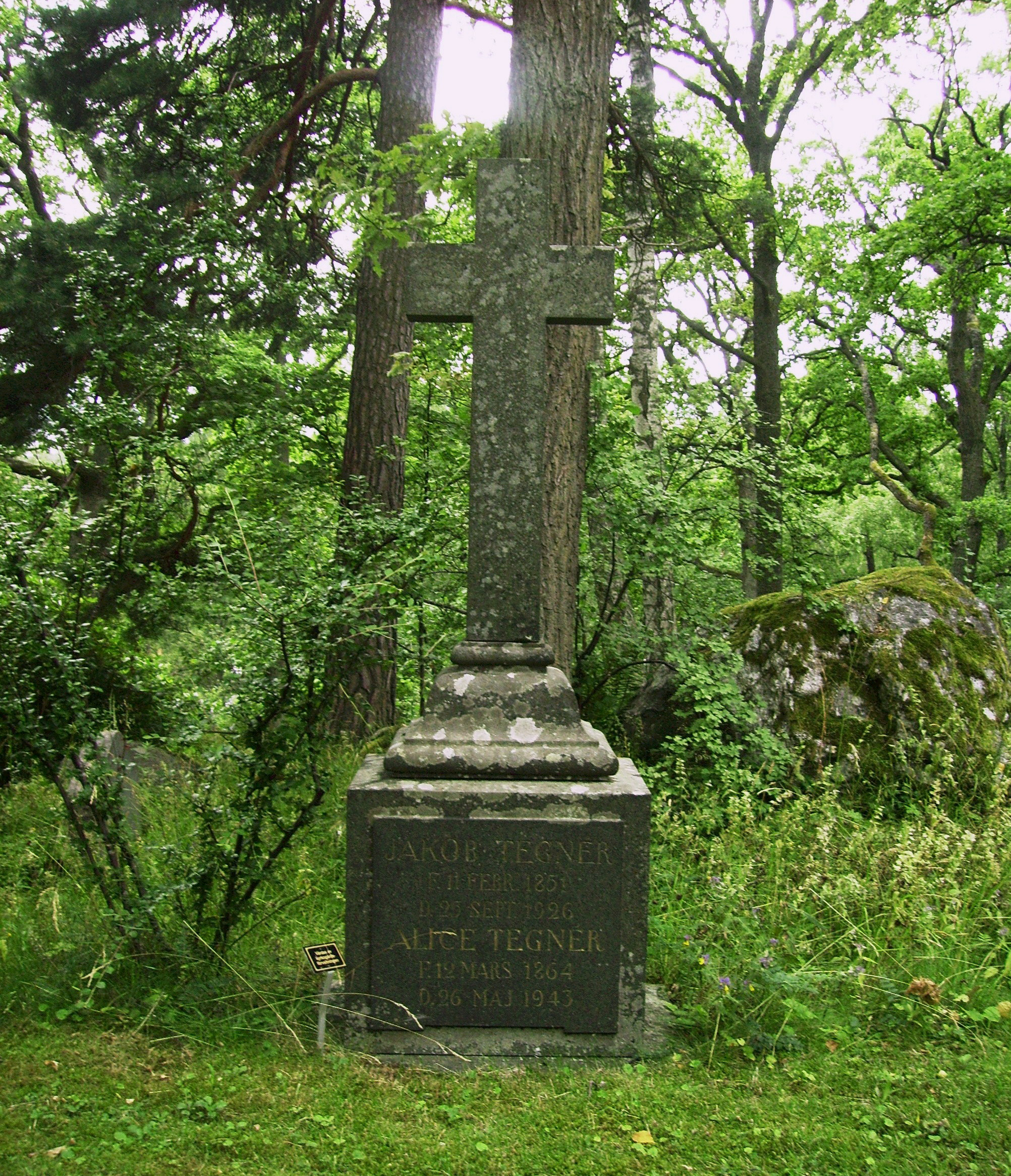
Tumba de Alice Tegnér, cementerio de Djursholm

- 1926 - Miembro de la Real Academia Sueca de Música (Kungliga Musikaliska akademien)
- 1929 - Primer premio en la revista Idun tonsättartävling

## Fallecimiento y legado
El 26 de mayo de 1943 murió como consecuencia de neumonía e insuficiencia renal. Se encuentra sepultada den el cementerio de Djursholm.
El premio de música Alice Tegnér se creó en 1993 para quienes hubieran hecho contribuciones significativas a la música infantil y la creación musical, con un monto de 25 000 coronas suecas.

## Obras seleccionadas

### Canciones infantiles
- Asarumsdalen
- Baka kaka
- Borgmästar Munthe
- Bä, bä, vita lamm
- Dansa min docka
- Ekorrn satt i granen
- Hemåt i regnväder (texto: Zacharias Topelius)
- Yo skogen
- Julbocken
- Kring julgranen
- Lasse liten (texto: Zacharias Topelius)
- Marschlek
- Skogsblommorna till barnen (texto: Elsa Beskow)
- Sockerbagare

### Otras canciones
- Var är den Vän, som överallt jag söker (texto: Johan Olof Wallin)
- Betlehems stjärna (Gläns över sjö och strand) (texto: Viktor Rydberg)
- ¡Hell, vårt land!

### Otros trabajos
- Sonata para violín en la menor